# 莫策采伊鄉
44°6′N 23°12′E / 44.100°N 23.200°E
莫策采伊鄉（羅馬尼亞語：Comuna Moțăței, Dolj），是羅馬尼亞的鄉份，位於該國西南部，由多爾日縣負責管轄，處於布加勒斯特以西240公里，每年平均降雨量1,015毫米，海拔高度69米，2007年人口7,797。二战时期罗马尼亚军事领导人彼得·杜米特雷斯库于1882年在此地出生。